# Obel Tower
La Torre Obel (en inglés: Obel Tower) es un edificio de gran altura en Belfast, Irlanda del Norte. Tuvo un costo de £ 60 millones y mide unos 85 metros (279 pies) de altura. La torre domina el horizonte de Belfast, al ser finalizada superó al anterior edificio más alto en Irlanda, Windsor House (80 m), también en Belfast. Desarrollada por el Grupo Karl, la Torre Obel está situado en Donegall Quay en el río Lagan. La torre contiene 233 apartamentos. Los primeros 182 apartamentos estuvieron listos en marzo de 2005, con un precio de £ 100.000 a £ 475.000 y fueron reservados dentro de un período de 48 horas.